# قیطول (گیلانغرب)
قیطول (گیلانغرب)، روستایی از توابع بخش گواور شهرستان گیلانغرب در استان کرمانشاه ایران است.

## جمعیت
این روستا در دهستان حیدریه قرار دارد و براساس سرشماری مرکز آمار ایران در سال ۱۳۸۵، جمعیت آن ۵۹۱ نفر (۱۲۹خانوار) بوده‌است.